# Satellitenmetastase
Als Satellitenmetastasen bezeichnet man in der Onkologie regionäre Tumorabsiedlungen (Metastasen) bei Hautkrebserkrankungen, die sich in einer Entfernung von weniger als 2 cm vom Primärtumor (Primarius) entfernt gebildet haben.
Sind diese Metastasen mikroskopisch klein, so spricht man von Mikrosatelliten.

## Abgrenzungen
Von den Satellitenmetastasen sind die sogenannten Lokalrezidive abzugrenzen. Hierbei handelt es sich um Reste eines unvollständig entfernten Tumors, der sich weiterentwickeln konnte. Die genaue Abgrenzung zwischen Satellitenmetastasen und Lokalrezidiv ist in der Praxis mitunter schwierig.
Sind die regionalen Metastasen weiter als 2 cm vom ursprünglichen Primärtumor entfernt, so nennt man sie In-transit-Metastasen, da sie auf dem Weg zur nächsten Lymphknotenstation sind. Diese Terminologie ist willkürlich und hat ihren Ursprung in den Sicherheitsabständen um den Primärtumor. Für die Prognose hat sich diese Unterscheidung jedoch als irrelevant erwiesen.